# Xavier Ros-Oton
Xavier Ros Oton (Barcelona, abril de 1988) es un matemático español especializado en ecuaciones en derivadas parciales y ganador del Premio Fundación Princesa de Girona a la Investigación Científica 2019. Desde 2020 es investigador ICREA. y catedrático en la Universidad de Barcelona.
Su investigación incluye trabajos con Joaquim Serra y Alessio Figalli sobre problemas de frontera libre, que describen matemáticamente las transiciones de fase. Además de la medalla de oro Stampacchia 2021, ha sido galardonado con el Premio FPdGi Investigación Científica 2019, el premio Rubio de Francia de la Real Sociedad Matemática Española en 2017, así como el Premio SeMA Antonio Valle al joven investigador. En 2018, recibió una ERC Starting Grant, y en 2019 fue uno de los conferenciantes plenarios en el congreso bienal de la RSME.